# Gerson Lodi-Ribeiro
Gerson Lodi-Ribeiro é um escritor brasileiro de ficção científica, com graduação em Engenharia Eletrônica e em Astronomia pela UFRJ e pós-graduação em Vinho e Cultura pela Universidade Cândido Mendes. Foi oficial da Marinha do Brasil.  Lodi-Ribeiro também escreve sob os pseudônimos Daniel Alvarez e Carla Cristina Pereira.

## Carreira
Seus primeiros contos apareceram em fanzines como Boletim Antares e Somnium na década de 1980, mas sua estreia profissional como escritor deu-se, de fato, com a noveleta "Alienígenas Mitológicos", publicada na edição brasileira da Isaac Asimov Magazine n° 15.
No n° 25 da mesma revista, também publicou "A Ética da Traição" (1993), noveleta do subgênero história alternativa também publicada na revista semiprofissional francesa Antarès—Science Fiction sans Frontieres, editada por Jean-Pierre Moumon, e na antologia O Atlântico Tem Duas Margens (Editorial Caminho, 1993), organizada por José Manuel Morais. É reconhecida como um clássico moderno da ficção científica brasileira.
Lodi-Ribeiro revelou seu pseudônimo de Carla Cristina Pereira em 2009, ao publicar o romance de história alternativa Xochiquetzal: Uma Princesa Asteca entre os Incas, expansão de histórias escritas e publicadas originalmente sob esse pseudônimo.
Em 2000, publicou a noveleta Longa Viagem para Casa (como Carla Cristina Pereira).
Em 2001, publicou a noveleta A Filha do Predador (como Daniel Alvarez) na revista Sci-Fi News Contos #1.
Em 2002, publicou dois contos eróticos ambientados no mesmo universo: A Melhor Diversão da Cidade (como Gerson Lodi-Ribeiro) e A Predadora e o Renato (como Daniel Alvarez) e uma versão ampliada de Longa Viagem para Casa, Uma Certa Capitã Rodriguez, publicados na antologia Como Era Gostosa a Minha Alienígena! (Ano-Luz).
Em 2011, publicou o romance A Guardiã da Memória pela Editora Draco, como Gerson Lodi-Ribeiro, assumindo ser o autor das histórias anteriores.. No ano seguinte, a Draco publicou a coletânea Histórias de Ficção Científica por Carla Cristina Pereira.
Em 2015, publicou o romance de ficção científica e história alternativa Estranhos no Paraíso pela Editora Draco.
O autor escreveu outro romance ambientado no Universo, Octopusgarden, uma prequela de  A Guardiã da Memória, que lançado pela Draco em 2017.
Em 1996, Lodi-Ribeiro recebeu o Prêmio Nova de Melhor Trabalho de FC e Fantasia por O Vampiro de Nova Holanda e, em 1999, o Prêmio Nautilus de Melhor Noveleta por A Filha do Predador, escrito com o pseudônimo de Daniel Alvarez e publicado no mesmo ano no fanzine Intrepid. O autor recebeu também o Prêmio Argos Especial, pelo conjunto da obra e, em 2012, o Prêmio Argos de Melhor Romance de FC e Fantasia por A Guardiã da Memória. Em 2018, tornou a receber o Prêmio Argos de Melhor Romance de FC e Fantasia por Octopusgarden.
Entre 2004 e 2010, o autor trabalhou no desenvolvimento do universo ficcional do game Taikodom. Em abril de 2009, foi lançado o livro Taikodom: Crônicas pela Devir Livraria.
Foi presidente do Clube de Leitores de Ficção Científica (CLFC) por dois mandatos consecutivos. Foi representante do Brasil em congressos internacionais de ficção científica, como os Encontros de FC de Cascais em 1996, 1997, 1998 e 2000); o Latin America Writes Back, em Gainesville, na Flórida, em 2005; e o Fórum Fantástico, em Lisboa, em 2006.

### Contos

#### Em livros
- A Ética da Traição, in O Atlântico tem Duas Margens. Caminho, 1992
- Os Emissários de Nêmesis, in Dinossauria Tropicalia. GRD, 1994
- Missão Secundária, in Efeitos Secundários/Side Effects. Simetria, 1997
- Pátrias de Chuteiras, in Outras Copas, Outros Mundos. Ano-Luz, 1998
- Crimes Patrióticos, in Fronteiras/Frontiers. Simetria, 1998
- Pai Querido, in Pecar a Sete/Sinning in Sevens. Simetria, 1999
- Capitão Diabo das Gerais, in Phantastica Brasiliana. Ano-Luz, 2000
- Caminhos Sem Volta, in A Viagem/The Voyage. Simetria, 2000
- São os Deuses Crononautas?, in Intempol. Ano-Luz, 2000
- A Melhor Diversão da Cidade, in Como Era Gostosa a Minha Alienígena!. Ano-Luz, 2002
- Pais da Aviação, in Vinte Voltas ao Redor do Sol. CLFC, 2005
- Primos de Além-Mar, in A República Nunca Existiu!. Saída de Emergência (Portugal), 2008
- Coleira do Amor, in Imaginários 1. Draco, 2009
- Consciência de Ébano, in Vaporpunk. Draco, 2010
- No Amor e na Guerra, in Space Opera - Odisseias Fantásticas Além da Fronteira Final. Draco, 2011
- Pais da Aviação, in Dieselpunk. Draco, 2011
- Terra Brasilis, in 2013: Ano Um. Ornitorrinco, 2012
- Para Agradar Amanda, in Erótica Fantástica 1. Draco, 2012
- Azul Cobalto e o Enigma, in Solarpunk. Draco, 2013.
- O Doutor e o Monstro, in Super-Heróis. Draco, 2013.
- Pátrias de Chuteiras, in Futebol, Draco, 2014.
- Garota-Dinossaura e os Especistas, in Dinossauros, Draco, 2016.
- Os Emissários de Nêmesis, in Dinossauros, Draco, 2016.
- Coleira do Amor, in Fractais Tropicais: o Melhor da Ficção Científica Brasileira, SESI-SP, 2018.
- Macacos Nus, in Não Existem Humanos Inteligentes, Nébula, 2021.
- Aula Prática, in Fator Morus, Nébula, 2022.

Como Daniel Alvarez
- A Predadora e o Renato, in Como Era Gostosa a Minha Alienígena!. Ano-Luz, 2002.

Como Carla Cristina Pereira
- Se Cortez Houvesse Vencido a Peleja de Cozumel, in Outras Copas, Outros Mundos. Ano-Luz, 1998.
- Xochiquetzal e a Esquadra da Vingança, in Pecar a Sete/Sinning in Sevens. Simetria, 1999.
- Xochiquetzal e a Esquadra da Vingança, in Phantastica Brasiliana. Ano-Luz, 2000.
- Longa Viagem Para Casa, in A Viagem/The Voyage. Simetria, 2000.
- Uma Certa Capitã Rodriguez, in Como Era Gostosa a Minha Alienígena!. Ano-Luz, 2002.
- Estigma da Morte Anunciada, in Na Toca do Hobbit [site] (2001).
- Clandestina Candente de Cosa, in Intempol [site] (2004).
- Xochiquetzal em Cuzco, in Por Universos Nunca Dantes Navegados. Tecnofantasia (Portugal), 2007.

#### Em revistas
- Phase Verte, in Antarès 35. Edições Antarès (França), 1990.
- Alienígenas Mitológicos, in Isaac Asimov Magazine 15. Record, julho 1991.
- Attachement, in Antarès 37-38. Edições Antarès (França), 1991.
- L'Ethique d'une Trahison, in Antarès 41-42. Edições Antarès (França), 1992.
- A Ética da Traição, in Isaac Asimov Magazine 25. Record, janeiro 1993.
- O Bom Porto de Alpha Centauri A III, in DNA 45 — Especial Futuro. suplemento especial do Diário de Notícias (Lisboa) de 4 de outubro de 1997.
- Caminhos Sem Volta, in Quark 2. Meia Sette, 2000.
- Alta Temporal, in Quark 7. Meia Sette, 2001.
- La Ética de la Traición, in Axxón (Argentina). 2003.
- Pátrias de Chuteiras, E-Nigma (Portugal). setembro 2003.
- Peak Time, in Internova 1 (Alemanha). março 2005.
- Bárbaros nos Portões, in Ficções: Revista de Contos # 15 (Especial de Ficção Científica). 7 Lettras, julho 2006.
- A Família da Astronauta, in Estadão QR de 12 de julho de 2019.
- Xenopsicólogos na Fase Crítica, in Histórias Extraordinárias # 2. Editora Mundo, maio 2021.
- Veneza Carioca, in Cultura & Comportamento, caderno do Estado de São Paulo de 30 de outubro de 2021.
- A Moça da Mão Perfeita, in Histórias Extraordinárias # 4. Editora Mundo, janeiro 2022.

Como Daniel Alvarez
- A Filha do Predador, in Sci-Fi News Contos 1. Agosto de 2001

Como Carla Cristina Pereira
- Xochiquetzal, in Altair 6 e 7. Austrália, novembro de 2000
- Estigma da Morte Anunciada, in Na Toca do Hobbit. 2001

### Como Editor
- Phantastica Brasiliana: 500 anos de histórias deste e doutros Brasis (com Carlos Orsi Martinho). São Caetano do Sul, SP: Ano-Luz, 2000.
- Como Era Gostosa a Minha Alienígena! Contos Eróticos Fantásticos (antologia de ficção científica erótica). São Caetano do Sul, SP: Ano-Luz, 2002.
- Vaporpunk: relatos steampunk publicados sob as ordens de Suas Majestades (com Luís Filipe Silva). São Paulo, SP: Draco, 2010.
- Dieselpunk: arquivos confidenciais de uma bela época. São Paulo, SP: Draco, 2011.
- Erótica Fantástica 1. São Paulo, SP: Draco, 2012.
- Solarpunk: histórias ecológicas e fantásticas em um mundo sustentável. São Paulo: Draco, 2013.
- Super-Heróis (com Luiz Felipe Vasques). São Paulo: Draco, 2013.
- Dinossauros. São Paulo: Draco, 2016.

## Prêmios
- Nova 1996 (Melhor Ficção): "O Vampiro de Nova Holanda" (publicado no fanzine Somnium).
- Nautilus 1999 (Melhor Noveleta de FC): "A Filha do Predador".
- Simetria 2000 (Melhor Ficção): "Longa Viagem Para Casa".
- Sidewise Awards 2000 (short form) (finalista): "Xochiquetzal".
- Na Toca do Hobbit 2001: "Estigma da Morte Anunciada".
- Prêmio Argos 2012 (Melhor Romance): A Guardiã da Memória (romance). São Paulo: Editora Draco, 2011  ISBN 978-85-62942-14-3
- Prêmio Argos Especial pelo conjunto da obra, agraciado em 2012, na V Fantasticon.
- Prêmio Argos 2018 (Melhor Romance): Octopusgarden (romance). São Paulo: Editora Draco, 2011.ISBN 978-85-8243-228-0